# Petlovac

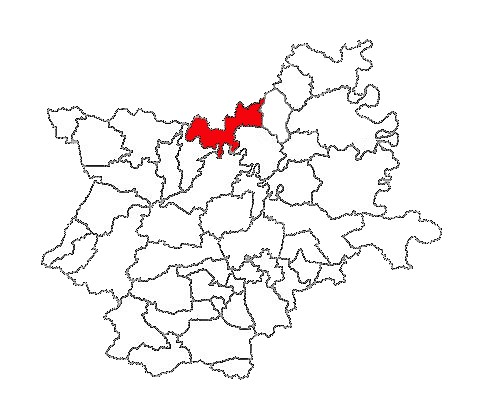

Petlovac (Hongaars: Baranyaszentistván; Duits: Sanktivan; Servisch: Петловац) is een gemeente in de Kroatische provincie Osijek-Baranja. Het maakt deel uit van de streek Baranja
Petlovac telt 2743 inwoners. De oppervlakte bedraagt 93 km², de bevolkingsdichtheid is 29,5 inwoners per km².
De gemeente bestaat uit de volgende dorpen:
- Petlovac (Baranyaszentistván)
- Širine (Braidaföld)
- Novo Nevesinje (Harisnyapuszta)
- Luč (Lőcs)
- Baranjsko Petrovo Selo (Petárda)
- Sudaraž (Szudarázs)
- Torjanci (Torjánc)
- Novi Bezdan (Újbezdán)
- Zeleno Polje (Szentistvánpuszta)

In Novi Bezdan zijn de Hongaren in de meerderheid, in 2011 was 81% Hongaar, 15% Kroaat en 3% Serviër. 

## Bevolkingssamenstelling
Tijdens de volkstelling van 2011 was de etnische samenstelling als volgt:
- 73,22% Kroaten
- 13,72% Hongaren
- 5,07% Serven
- 4,53% Roma

Steden (gradovi): Osijek · Beli Manastir · Belišće · Donji Miholjac · Đakovo · Našice · Valpovo

Gemeenten (općine): Antunovac · Bilje · Bizovac · Čeminac · Čepin · Darda · Donja Motičina · Draž · Drenje · Đurđenovac · Erdut · Ernestinovo · Feričanci · Gorjani · Jagodnjak · Kneževi Vinogradi · Koška · Levanjska Varoš · Magadenovac · Marijanci · Petlovac · Petrijevci · Podgorač · Podravska Moslavina · Popovac · Punitovci · Satnica Đakovačka · Semeljci · Strizivojna · Šodolovci · Trnava · Viljevo · Viškovci · Vladislavci · Vuka